# 70
Il 70 (LXX in numeri romani) è un anno  del I secolo.

## Eventi

### Impero romano
- L'imperatore Vespasiano nomina consoli se stesso e suo figlio Tito (futuro imperatore dal 79 all'81).
- A Roma la popolazione cittadina è in subbuglio per la carenza di grano: venti sfavorevoli stanno ritardando gli approvvigionamenti via mare dall'Africa e dall'Egitto.
- Viene creata la Legio II Adiutrix arruolando i marinai di stanza nella base navale di Ravenna (Classis Ravennatis).
- febbraio-agosto - Tito stringe d'assedio Gerusalemme, ultimo baluardo della rivolta ebraica. L'assedio si conclude con il saccheggio della città da parte delle truppe romane (4 legioni: Legio V Macedonica, Legio X Fretensis, Legio XII Fulminata, Legio XV Apollinaris), la distruzione del Secondo Tempio (di cui la religione ebraica serba il ricordo nel giorno di digiuno del Tisha b'Av) e la deportazione dei sopravvissuti.
- Sul Reno la flotta romana si scontra con quella dei rivoltosi Batavi. Un intero equipaggio romano viene catturato e tenuto come ostaggio ad Augusta Treverorum (Treviri). Dopo la sconfitta subita dalla Legio V Alaudae e dalla Legio XV Primigenia, Quinto Petilio Cereale sopprime la rivolta. Vespasiano ordina la soppressione delle legioni che durante quei turbolenti mesi hanno perso o ceduto volontariamente il vessillo (Legio I Germanica, Legio IIII Macedonica, Legio XV Primigenia e Legio XVI Gallica).
- Domiziano (secondogenito di Vespasiano e futuro imperatore dall'81 al 96) sposa Domizia Longina.
- I Romani intraprendono una spedizione punitiva nel Nord Africa contro i Garamanti (una popolazione berbera), che vengono obbligati a diventare clientes di Roma.
- L'isola di Samotracia viene annessa all'impero romano.

## Nati
- Demonatte, filosofo greco antico († 170)

## Morti
- 28 ottobre - Giuda Taddeo
- Lucio Giunio Moderato Columella, scrittore romano (n. 4)
- Eleazaro di Simone, condottiero ebreo antico
- Gaio Fonteio Agrippa, politico romano
- Erennio Gallo, generale romano
- Giuliano, militare romano
- Melancoma, pugile greco antico
- Ordeonio Flacco, generale romano
- Suinin, imperatore giapponese (n. 69 a.C.)
- Tullio Valentino, condottiero gallo
- Gaio Dillio Vocula, militare romano
- Shimon ben Gamliel, rabbino ebreo antico (n. 10 a.C.)

## Calendario
| Calendario 70 | Calendario 70 | Calendario 70 | Calendario 70 | Calendario 70 | Calendario 70 | Calendario 70 | Calendario 70 | Calendario 70 | Calendario 70 | Calendario 70 | Calendario 70 | Calendario 70 | Calendario 70 | Calendario 70 | Calendario 70 | Calendario 70 | Calendario 70 | Calendario 70 | Calendario 70 | Calendario 70 | Calendario 70 | Calendario 70 | Calendario 70 | Calendario 70 | Calendario 70 | Calendario 70 | Calendario 70 | Calendario 70 | Calendario 70 | Calendario 70 | Calendario 70 | Calendario 70 |
| ------------- | ------------- | ------------- | ------------- | ------------- | ------------- | ------------- | ------------- | ------------- | ------------- | ------------- | ------------- | ------------- | ------------- | ------------- | ------------- | ------------- | ------------- | ------------- | ------------- | ------------- | ------------- | ------------- | ------------- | ------------- | ------------- | ------------- | ------------- | ------------- | ------------- | ------------- | ------------- | ------------- |
|               | 1             | 2             | 3             | 4             | 5             | 6             | 7             | 8             | 9             | 10            | 11            | 12            | 13            | 14            | 15            | 16            | 17            | 18            | 19            | 20            | 21            | 22            | 23            | 24            | 25            | 26            | 27            | 28            | 29            | 30            | 31            |               |
| Gennaio       | Lu            | Ma            | Me            | Gi            | Ve            | Sa            | Do            | Lu            | Ma            | Me            | Gi            | Ve            | Sa            | Do            | Lu            | Ma            | Me            | Gi            | Ve            | Sa            | Do            | Lu            | Ma            | Me            | Gi            | Ve            | Sa            | Do            | Lu            | Ma            | Me            |               |
| Febbraio      | Gi            | Ve            | Sa            | Do            | Lu            | Ma            | Me            | Gi            | Ve            | Sa            | Do            | Lu            | Ma            | Me            | Gi            | Ve            | Sa            | Do            | Lu            | Ma            | Me            | Gi            | Ve            | Sa            | Do            | Lu            | Ma            | Me            |               |               |               |               |
| Marzo         | Gi            | Ve            | Sa            | Do            | Lu            | Ma            | Me            | Gi            | Ve            | Sa            | Do            | Lu            | Ma            | Me            | Gi            | Ve            | Sa            | Do            | Lu            | Ma            | Me            | Gi            | Ve            | Sa            | Do            | Lu            | Ma            | Me            | Gi            | Ve            | Sa            |               |
| Aprile        | Do            | Lu            | Ma            | Me            | Gi            | Ve            | Sa            | Do            | Lu            | Ma            | Me            | Gi            | Ve            | Sa            | Do            | Lu            | Ma            | Me            | Gi            | Ve            | Sa            | Do            | Lu            | Ma            | Me            | Gi            | Ve            | Sa            | Do            | Lu            |               |               |
| Maggio        | Ma            | Me            | Gi            | Ve            | Sa            | Do            | Lu            | Ma            | Me            | Gi            | Ve            | Sa            | Do            | Lu            | Ma            | Me            | Gi            | Ve            | Sa            | Do            | Lu            | Ma            | Me            | Gi            | Ve            | Sa            | Do            | Lu            | Ma            | Me            | Gi            |               |
| Giugno        | Ve            | Sa            | Do            | Lu            | Ma            | Me            | Gi            | Ve            | Sa            | Do            | Lu            | Ma            | Me            | Gi            | Ve            | Sa            | Do            | Lu            | Ma            | Me            | Gi            | Ve            | Sa            | Do            | Lu            | Ma            | Me            | Gi            | Ve            | Sa            |               |               |
| Luglio        | Do            | Lu            | Ma            | Me            | Gi            | Ve            | Sa            | Do            | Lu            | Ma            | Me            | Gi            | Ve            | Sa            | Do            | Lu            | Ma            | Me            | Gi            | Ve            | Sa            | Do            | Lu            | Ma            | Me            | Gi            | Ve            | Sa            | Do            | Lu            | Ma            |               |
| Agosto        | Me            | Gi            | Ve            | Sa            | Do            | Lu            | Ma            | Me            | Gi            | Ve            | Sa            | Do            | Lu            | Ma            | Me            | Gi            | Ve            | Sa            | Do            | Lu            | Ma            | Me            | Gi            | Ve            | Sa            | Do            | Lu            | Ma            | Me            | Gi            | Ve            |               |
| Settembre     | Sa            | Do            | Lu            | Ma            | Me            | Gi            | Ve            | Sa            | Do            | Lu            | Ma            | Me            | Gi            | Ve            | Sa            | Do            | Lu            | Ma            | Me            | Gi            | Ve            | Sa            | Do            | Lu            | Ma            | Me            | Gi            | Ve            | Sa            | Do            |               |               |
| Ottobre       | Lu            | Ma            | Me            | Gi            | Ve            | Sa            | Do            | Lu            | Ma            | Me            | Gi            | Ve            | Sa            | Do            | Lu            | Ma            | Me            | Gi            | Ve            | Sa            | Do            | Lu            | Ma            | Me            | Gi            | Ve            | Sa            | Do            | Lu            | Ma            | Me            |               |
| Novembre      | Gi            | Ve            | Sa            | Do            | Lu            | Ma            | Me            | Gi            | Ve            | Sa            | Do            | Lu            | Ma            | Me            | Gi            | Ve            | Sa            | Do            | Lu            | Ma            | Me            | Gi            | Ve            | Sa            | Do            | Lu            | Ma            | Me            | Gi            | Ve            |               |               |
| Dicembre      | Sa            | Do            | Lu            | Ma            | Me            | Gi            | Ve            | Sa            | Do            | Lu            | Ma            | Me            | Gi            | Ve            | Sa            | Do            | Lu            | Ma            | Me            | Gi            | Ve            | Sa            | Do            | Lu            | Ma            | Me            | Gi            | Ve            | Sa            | Do            | Lu            |               |